# Мальцы (Козельщинский район)
Мальцы (укр. Мальці, до 2016 г. — Чапаевка) — село,
Чапаевский сельский совет,
Козельщинский район,
Полтавская область,
Украина.
Код КОАТУУ — 5322085501. Население по переписи 2001 года составляло 528 человек.
Является административным центром Чапаевского сельского совета, в который, кроме того, входит село
Улиновка.

## Географическое положение
Село Мальцы находится в 1,5 км от села Бреусовка и в 3-х км от села Улиновка.

## История
Село образовано из хуторов Мальцы и Андреенков сливщихся до 1912 года в хутор Андрейков

## Экономика
- ООО БЗК «Отделение с. Чапаевка».
- ЧП «им. Ватутина».

## Объекты социальной сферы
- Школа І—ІІ ст.